# Антонов Ан-124 Руслан
Антонов Ан-124 Руслан е най-тежкотоварният сериийно произвеждан самолет в света. Наименованието му в НАТО е „Condor“. По размери той отстъпва единствено на Ан-225. В протежение на времето на запад е бил известен като Ан-40 и Ан-400. От създаването му през 1982 г. са произведени 56 самолета, от които в експлоатация са 49. Такива самолети се използват в Русия, Украйна, ОАЕ, Либия и НАТО. Транспортният самолет Ан-124 е създаден от тогава съветското (днес украинско) конструкторско бюро „Антонов“. Предназначен е за превоз на войски и бойна техника и свръхтежки товари. Той може да превози 448 души или 268 десантчици.

## Модификации
- „Изделие 400“
- Ан-124
- Ан-124-100
- Ан-124-100М
- Ан-124-100В и Ан-124-100МВ

## Катастрофи
До края на 2020 г. има 4 големи катастрофи на самолети Ан-124 с разрушаване на корпуса и общо 97 жертви.
- На 13 октомври 1992 г. Ан-124 се разбива близо до Киев, Украйна по време на тестови полети и отнема живота на 8 души.[3]
- На 15 ноември 1993 г. Ан-124 се разбива до Керман, Иран. При инцидента загиват 17 души.[4]
- През 1996 г. в Италия се разбива Ан-124 собственост на Аерофлот. Загиват 4 души.[5]
- През 1997 г. в град Иркутск, Русия, Ан-124 пада върху жилищна сграда, намираща се в покрайнините на града. Напълно разрушен е четириетажен жилищен блок. Частично пострадали са пансион, училище и три къщи. Инцидентът отнема живота на 68 души.[2]

На 13 ноември 2020 г. неизправност в диска на вентилатора на двигателя на един от товарните самолети Ан-124 на авиокомпания „Волга-Днепър“ довежда до повреда на двигателя и загуба на системите за управление. С 84 тона товар на борда и с пълни горивни резервоари, екипажът извършва аварийно кацане на летището в Новосибирск.
От 25 ноември 2020 г. авиокомпания „Волга-Днепър“ обявява временно спиране на търговските си операции с Ан-124 до приключване на разследването на аварията.

## На експлоатация в

### Авиокомпании
- Авиолинии Волга-Днепър
- Авиолинии Полет
- Авиолинии Антонов
- Либийски авиолинии

### Военни блокове
- НАТО
- Военновъздушни сили на Русия
- Военновъздушни сили на ОАЕ